# Sphenoclea zeylanica
Sphenoclea zeylanica je jeden ze dvou druhů rostlin z čeledi Sphenocleaceae. Je to vzpřímená bylina, dosahující výše až 150 cm. Pochází z tropů Starého světa, jako plevel rýžových polí se však postupně rozšířila do tropů celého světa.

## Rozšíření
Je to rostlina pocházející z afrických tropů, tj. z Gambie, Ghany, Guineje, Mali, Senegalu, Sierry Leone, Keni, Tanzanie, Ugandy, Malawi, Mosambiku, Zambie a Madagaskaru která se druhotně rozšířila do dalších tropických oblastí. V Asii od Íránu přes indický subkontinent (Pákistán, Nepál, Indie, Srí Lanka a Bangladéš) do jihovýchodní Asie (Myanmar, Thajsko, Kambodža, Laos, Vietnam, Filipíny, Malajsie a Indonésie), na Šalomounovy ostrovy, Havajské ostrovy, do severní Austrálie i do Nového světa, kde v Severní Americe roste na jihu Spojených států severoamerických, ve Střední Americe v Nikaragui, Kostarice a v Jižní Americe v Kolumbii, Ekvádoru, Peru, Venezuele, Surinamu, Bolívií a v Paraguayi.
Tato rostlina vyrůstá na vlhkých půdách, podél příkopů, v močálech a nejčastěji na rýžových polích, kde utlačuje sazeničky rýže. Požaduje hodně světla a živin, je citlivá na silný vítr. V mnoha oblastech je hodnocena jako invazivní.

## Popis
Jednoletá rostlina s hladkou, od spodu silně se větvící lodyhou která dosahuje do výše až 150 cm. Lodyha má v průměru asi 1 cm, je dutá a ve spodní části obsahuje bílou houbovitá tkáň, kde jsou mezi rostlinnými buňkami prostory se vzduchem nadnášející rostlinu. Lysou, dužnatou lodyhu hustě obrůstají střídavé jednoduché listy bez palistů s krátkým řapíkem do 1 cm délky. Listové čepele, shora světle zelené a zespodu našedlé, jsou tvaru eliptického, kopinatého nebo vejčitě kopinatého, bývají veliké 2 až 9 × 0,5 až 2 cm.
Nahloučené bílé až zelené, přisedlé oboupohlavné květy s drobnými vejčitými listeny a párovými listenci vytvářejí až 7,5 cm dlouhá, hustá, válcovitá hroznovitá květenství se stopkami do 8 cm dlouhými. Pětičetné květy dosahují maximální velikosti 2 mm. Kališní vejčitě okrouhlé zelené lístky jsou velké 0,8 mm. Široce trubkovitá koruna má mělce laločnaté, někdy trojúhelníkovité bílé lístky dlouhé 1,5 mm. V květu je pět tyčinek střídající se s korunními lístky, mají krátké nitky srostlé s trubkou koruny, nesou vejčité prašníky. Spodní dvoupouzdrý semeník obsahuje mnoho vajíček, krátká hladká čnělka je zakončena rozeklanou bliznou se dvěma kulovitými laloky. Placentace je axiální. Rostliny s ohledem na tropické podnebí průběžně vyrůstají a kvetou téměř po celý rok.
Plody jsou tobolky otvírající se horním víčkem, jsou dlouhé 2 až 4 mm. Uvnitř jsou drobná žlutá semena jen 0,5 mm veliká. Rostlina se rozmnožuje výhradně semeny plovoucími po vodě nebo přenášené v ptačím trusu.

## Význam
Sphenoclea zeylanica je téměř ve všech oblastech považována za obtížnou plevelnou rostlinu, která velmi škodí na rýžovištích. Odčerpává tam svým širokým kořenovým systémem živiny a zastiňuje hlavně mladé rostlinky. Udává se, že jejím zaviněním jsou výnosy při pěstování rýže nižší o 25 až 50 %.
V některých místech, např. v Indonésii a hlavně na ostrově Bali je Sphenoclea zeylanica, pod místním názvem "Gonda" naopak uměle pěstována. Obsahuje asi 70 % sacharidů, 18 % bílkovin a 4 % tuku a je tam velmi populární zeleninou, které není v určitých ročních obdobích dostatek. Proto se přistupuje k jejímu pěstování jako meziplodiny na rýžových polích a soudí se, že dokonce bude pro místní pěstitele finančně výnosnější než rýže. Nutným předpokladem je ale dobrá dostupnost na městská tržiště.